# Campionat d'Europa de touch rugbi
El Campionat d'Europa de touch rugbi (en anglès: European Touch Championships, també anomenat Euro's) és una competició biennal de touch rugbi disputada entre les millors seleccions nacionals del continent europeu. La Federació Europea de Touch (EFT) s'encarrega de l'organització de la competició.

## Historial

### Categoria masculina
| Edició       | Any  | Seu                           | Campió      | Segon classificat |
| ------------ | ---- | ----------------------------- | ----------- | ----------------- |
| I detalls    | 1996 | Halifax (Anglaterra)          | Japan Aichi | Anglaterra        |
| II detalls   | 1998 | Nottingham (Anglaterra)       | Gal·les     | Anglaterra        |
| III detalls  | 2000 | Edimburg (Escòcia)            | Gal·les     | Escòcia           |
| IV detalls   | 2002 | Cardiff (Gal·les)             | Anglaterra  | Escòcia           |
| V detalls    | 2004 | Jersey (Illes Anglonormandes) | Anglaterra  | Gal·les           |
| VI detalls   | 2006 | Edimburg (Escòcia)            | Anglaterra  | Gal·les           |
| VII detalls  | 2008 | Massy (França)                | Anglaterra  | Gal·les           |
| VIII detalls | 2010 | Bristol (Anglaterra)          | Escòcia     | Gal·les           |
| IX detalls   | 2012 | Treviso (Itàlia)              | Escòcia     | Anglaterra        |
| X detalls    | 2014 | Swansea (Gal·les)             | Anglaterra  | Gal·les           |
| XI detalls   | 2016 |                               |             |                   |

### Categoria femenina
| Edició       | Any  | Seu                           | Campió     | Segon classificat |
| ------------ | ---- | ----------------------------- | ---------- | ----------------- |
| I detalls    | 1996 | Halifax (Anglaterra)          | Anglaterra | Japan Aichi       |
| II detalls   | 1998 | Nottingham (Anglaterra)       | Anglaterra | Gal·les           |
| III detalls  | 2000 | Edimburg (Escòcia)            | Gal·les    | Anglaterra        |
| IV detalls   | 2002 | Cardiff (Gal·les)             | Anglaterra | Escòcia           |
| V detalls    | 2004 | Jersey (Illes Anglonormandes) | Anglaterra | Escòcia           |
| VI detalls   | 2006 | Edimburg (Escòcia)            | Anglaterra | Escòcia           |
| VII detalls  | 2008 | Massy (França)                | Anglaterra | Escòcia           |
| VIII detalls | 2010 | Bristol (Anglaterra)          | Anglaterra | Gal·les           |
| IX detalls   | 2012 | Treviso (Itàlia)              | Anglaterra | Gal·les           |
| X detalls    | 2014 | Swansea (Gal·les)             | Anglaterra | Gal·les           |
| XI detalls   | 2016 |                               |            |                   |

### Categoria mixta
| Edició       | Any  | Seu                           | Campió      | Segon classificat |
| ------------ | ---- | ----------------------------- | ----------- | ----------------- |
| I detalls    | 1996 | Halifax (Anglaterra)          | Japan Aichi | Gal·les           |
| II detalls   | 1998 | Nottingham (Anglaterra)       | Gal·les     | Anglaterra        |
| III detalls  | 2000 | Edimburg (Escòcia)            | Jersey      | Gal·les           |
| IV detalls   | 2002 | Cardiff (Gal·les)             | Jersey      | Gal·les           |
| V detalls    | 2004 | Jersey (Illes Anglonormandes) | Jersey      | Anglaterra        |
| VI detalls   | 2006 | Edimburg (Escòcia)            | Anglaterra  | Jersey            |
| VII detalls  | 2008 | Massy (França)                | Escòcia     | Anglaterra        |
| VIII detalls | 2010 | Bristol (Anglaterra)          | Irlanda     | Gal·les           |
| IX detalls   | 2012 | Treviso (Itàlia)              | Escòcia     | Anglaterra        |
| X detalls    | 2014 | Swansea (Gal·les)             | Escòcia     | Anglaterra        |
| XI detalls   | 2016 |                               |             |                   |